# FK Borec Veles
FK Borec (makedonski: ФК Борец) sjevernomakedonski je nogometni klub iz grada Velesa.
U sezoni 2023./24. natječe se u trećoj ligi Sjeverne Makedonije.

## Povijest
Klub je osnovan 1919.
FK Borec igrao je u Makedonskoj prvoj ligi od 1992./93. do sezone 1994./95.
Klub je ponovno unaprijeđen u Prvu ligu nakon sezone 1996./97.

### Imena
- 1919.: Napredok Veles (mak. ФК „Напредок” Велес)
- 1926.: Crvena zvezda Veles (mak. ФК „Црвена звезда” Велес)
- 1946.: Crvena zvezda Titov Veles (mak. ФК „Црвена звезда” Титов Велес)
- 1954.: Pobeda Titov Veles (mak. ФК „Победа” Титов Велес)
- 1965.: Borec Titov Veles (mak. ФК „Борец” Титов Велес)
- 1996.: Borec Vełes (mak. ФК „Борец” Велес)

## Navijači
Navijačka skupina Gemidžii dobila je ime po anarhističkoj skupini koja je počinila bombaški napad u Solunu 1903. godine. Ranije su navijači bili poznati kao Vampiri.

## Uspjesi
Makedonska republička nogometna liga
- 1988./89.

Druga makedonska nogometna liga
- 1996./97., 2018./19.

## Vanjske poveznice
- Facebook stranica